# Annes Elwy
Annes Elwy (Penarth, 7 giugno 1992) è un'attrice gallese.

## Biografia
Nata a Penarth il 7 giugno 1992, Elwy è nota soprattutto per aver interpretato il ruolo di Beth March nell'adattamento della BBC del 2017 di Piccole donne. Elwy si è formata al Royal Welsh College of Music & Drama di Cardiff. Nel 2018 è stata candidata come migliore attrice ai BAFTA Cymru, perdendo contro Eve Myles. È stata inserita nella lista 10 to watch di Variety.

## Filmografia

### Cinema
- The Passing (gallese: Yr Ymadawiad), regia di Gareth Bryn (2015)
- Apostolo (Apostle), regia di Gareth Evans (2018)
- The Toll, regia di Ryan Andrew Hooper (2021)
- The Feast (gallese: Gwledd), regia di Lee Haven Jones (2021)

### Televisione
- Philip K. Dick's Electric Dreams - serie TV (2017)
- Piccole donne (Little Women) - serie TV (2017)
- Hidden (gallese: Craith) - serie TV (2019)
- The Light in the Hall (gallese: Y Golau) - serie TV (2022)
- Wolf - miniserie TV (2023)